# زافينتيم
زافينتيم محافظة بلجيكية في منطقة برابانت فلاماند. في 1 يناير 2006 كانت تضم 28,651 نسمة. مجموع مساحتها 27.62 كيلومتر مربع وبهكذا تعطي كثافة سكانية لـ1,037 مواطن لكل كيلومتر. اللغة الرسمية هي الهولندية.

## أصل التسمية
النطق القديم لإسم المحافظة هو Saventhem ، ولكن التدوين القديم للأسم هو Saventa المسجل في تاريخ 1777.
هنالك عدة فرضيات حول معنى الأسم. واحداً منهم يشير إلى 7 بحيرات أو برك صغيرة والتي كانت تتواجد في المنطقة في زمن العصور الوسطى. وآخر يرجح إلى برك صغيرة في بيئة رملية. وآخرين يفسرون الأسم Zaventem كإعادة تشكيل للكلمة zeven tommen بمعنى 7 مدافن. أو zaaivelden بمعنى حقل البذور.

## التاريخ
التاريخ المبكر لزافينتيم يرجع إلى العصر الحجري الحديث وروما القديمة. من أحافير القبور يتضح أنها استوطنت خلال عصور الإمبراطورية الفرنجة وسلالة الميروفنجيون. زافينتيم كانت جزءاً من مقاطعة أوكل ولوفان ومن بعد ذلك ضمت إلى دوقية برابنت في حوالي القرن العاشر. مركز القرية نشأ في تقاطع طريقين مهمين بين فيلفورده وترفورين وبين بروكسل و Erps-Kwerps. وتتوسط هذه القرية النامية كنيسة. الكنيسة الأبرشية تأسست قبل القرن التاسع، ولكن الكنيسة التي سميت على القديس مارتين التوروزي، امتلكها دير نيفيل بنهاية القرن التاسع. في 1147 حق الملكية انتقل إلى أبرشية كامبراي بقيت الأبرشية تابعة للأسقفية حتى 1559 حين أبرشية ميكلين سيطرت عليها.
من القرن الثامن عشر تحولت زافينتيم تدريجياً من مجتمع زراعي إلى مجتمع صناعي. خصوصاً بعدما شيد الطريق خلال 1705 حتى 1710 بين لوفان وبروكسل حيث ساهم في هذا التطور.
من عام 1850 تطوير محركات البخار كثفت عملية التصنيع، حيث أثرت على المزارعين سلبياً. تدريجياً الممتلكات المستأجرة من الأرض الزراعية تبدلت في القرن التاسع عشر إلى بيوت عمال.
في عام 1866 افتتح طريق السكة الحديدية بين بروكسل ولوفان مقسماً زافينتيم إلى جزئين كعلامة للعصر الصناعي.
باللإضافة إلى صناعة الورق، النشاطات الصناعية بدأت بالانخراط حول دباغة الأجلاد في نهاية القرن التاسع عشر. وفي بدايات القرن العشرين. مصنع السيارات إكسيلسيور والذي سيصبح ذا شهرة عالمية من بعدها، صنع بعضاً من السيارات في مصنع في زافينتيم. كل هذه الأنشطة بادرت في تشجيع قيام قصور وفيلات كبيرة في المحافظة لمدراء الشركات التنفيذيين. بعد الحرب العالمية الثانية أغلب هذه المصانع أجبرت على الإغلاق لأنها لم تتمكن من مواكبة المنافسة الأجنبية